# Monestir de Guadalupe
El Monestir de Guadalupe — formalment en castellà Real Monasterio de Santa María de Guadalupe— és un cenobi jerònim a la localitat extremenya de Guadalupe. El 1993 fou inscrit al Patrimoni de la Humanitat per la UNESCO. Els estils arquitectònics que presenta són el gòtic, mudèjar, renaixentista, barroc i neoclàssic, dels segles XIII al XVIII.

## Història
El 1389 el rei Joan I de Castella atorgà un privilegi per al qual lliura a l'Orde de Sant Jeroni, llavors jove orde monàstic (fundat només quinze anys abans), l'església del santuari de la Mare de Déu de Guadalupe, a la província de Càceres. El santuari era un lloc molt concorregut i popular, meta de pelegrinatges, i les terres del voltant, molt riques. Els monjos, en establir-se, van construir-hi l'edifici monàstic, l'església i tot un seguit de serveis assistencials: escola, hospitals per als pelegrins (on es desenvolupà una prestigiosa escola de medicina), tallers, etc. L'explotació de les terres, dedicades a l'agricultura i, sobretot, a la ramaderia, va fer que el monestir esdevingués aviat un dels més rics de la Corona de Castella, com també el poble que s'hi formà al voltant, la Puebla de Guadalupe. A més, l'orde va revitalitzar els pelegrinatges al santuari, cada cop més nombrosos arran de la fama del monestir i dels serveis que s'hi oferien, especialment l'assistència mèdica: aquests pelegrinatges van ésser una altra important font d'ingressos.
Finalment, durant els segles XV i XVI fou especialment afavorit per l'aristocràcia castellana i pels reis. El 1464, el rei Enric IV de Castella, hi va portar la infanta i futura reina Isabel la Catòlica amb la intenció d'acordar-ne el casament amb Alfons V de Portugal, però la infanta el refusà. Tanmateix, a Isabel la Catòlica li va agradar molt l'indret i el visità amb freqüència, deixant-hi el seu testament original, que s'hi conserva.
Cristòfor Colom també hi va acudir cercant el finançament pels seus viatges a Amèrica (Sentència de Guadalupe).

## Art

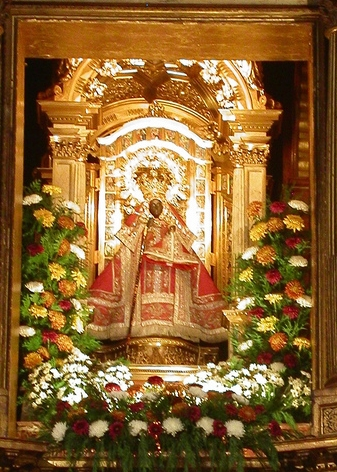
Imatge de la Verge de Guadalupe

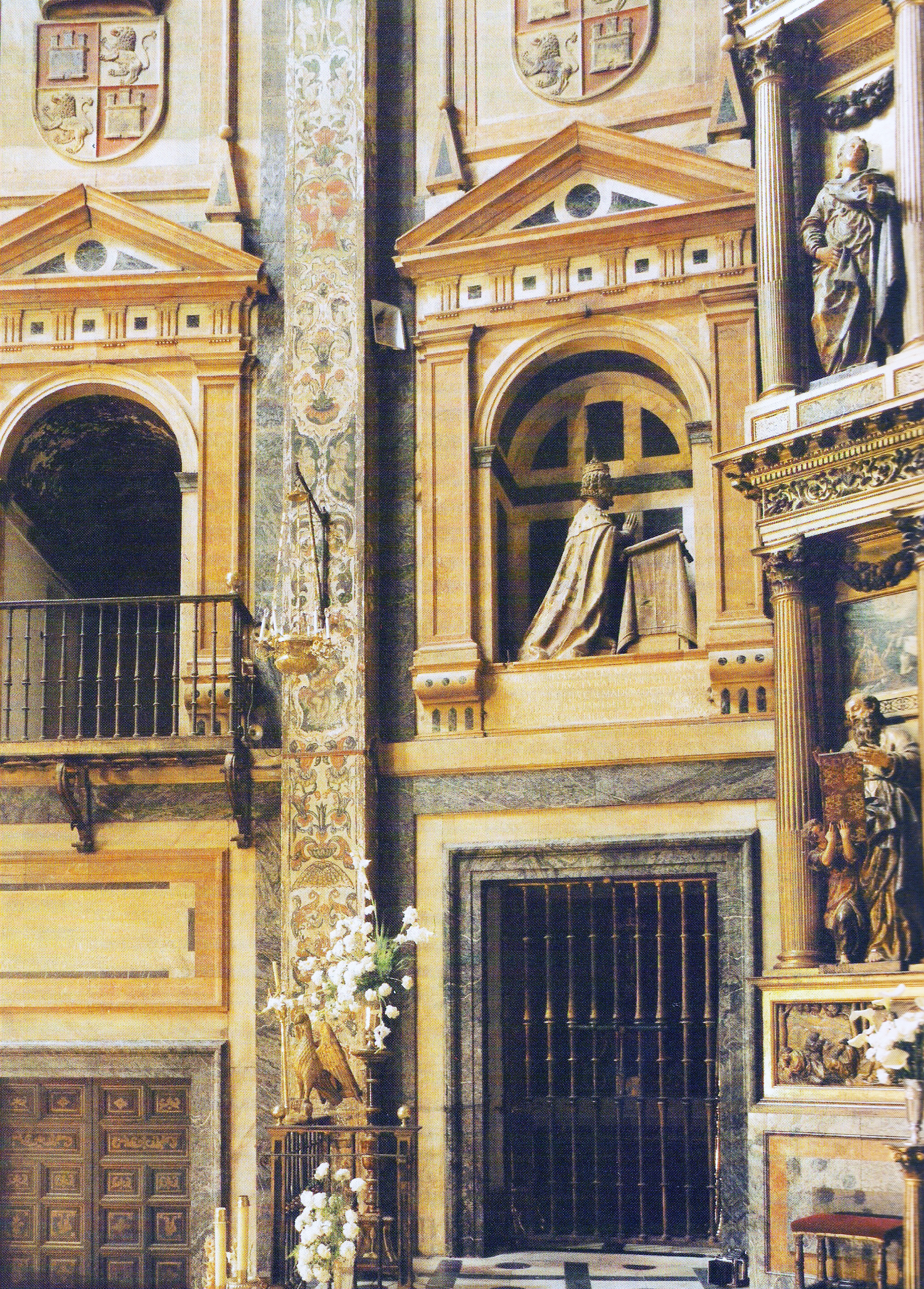
Cenotafi d'Enric IV de Castella

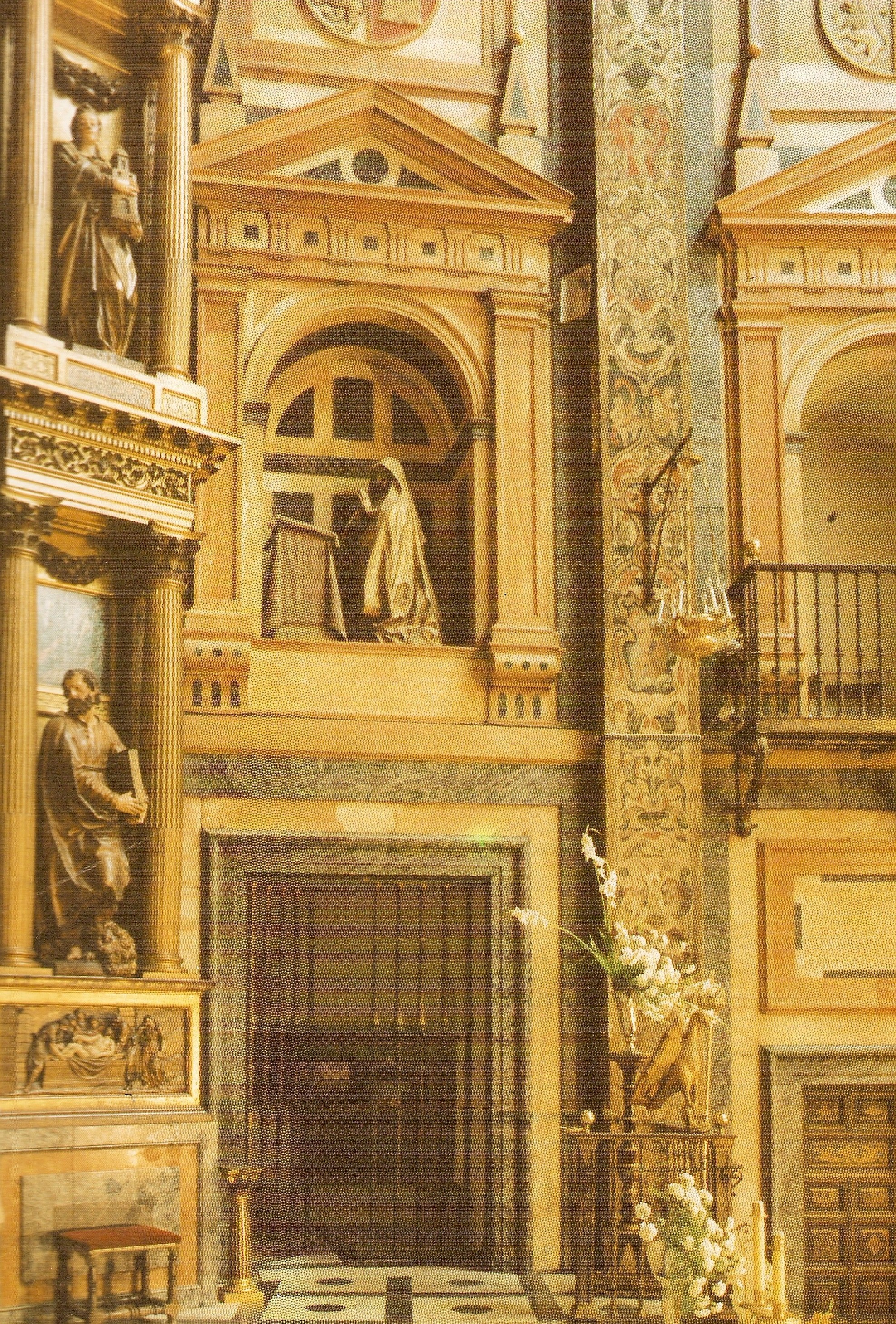
Sepulcre de Maria d'Aragó, esposa de Joan II de Castella

El monestir es va anar construint al llarg dels segles i té un aspecte exterior de fortalesa. Està fet de pedra i maó. Hi destaca el seu claustre mudèjar del segle xiv de forma rectangular amb arcs de ferradura.
El rei Enric IV de Castella, Enric I com a comte de Barcelona, volgué ésser-hi enterrat, juntament amb la seva mare Maria d'Aragó i d'Alburquerque. Tenen sengles cenotafis amb escultures orants, del segle xvi, a banda i banda del retaule major. Les seves restes mortals, però, són en una senzilla làpida darrera d'aquest.
En l'antic refectori actualment hi ha un museu de brodats i en el mateix claustre un museu de llibres miniats provinents del scriptorium del monestir. També hi ha un museu de pintura i escultura amb obres de Juan de Flandes, Zurbarán, Goya, Juan Correa de Vivar, Nicolás Francés, Egas Cueman, Pedro de Mena i El Greco entre d'altres.
El cambril de la verge de Guadalupe és d'estil barroc i té pintures de Luca Giordano; la sagristia guarda un conjunt de pintures de Zurbarán dedicades a la fundació i primers temps de l'orde i del monestir, que forma una de les seves obres més destacades i l'únic gran cicle pictòric dels que va fer per a ordes monàstics que es conserva íntegre al lloc per al que va ésser concebut. També es pot considerar patrimoni artístic, que el compositor Francisco Melchor de Montemayor, restà tota la seva vida dins el cenobi, component música religiosa i ensenyant a alumnes que després romandrien arreu del país les ensenyances d'aquest jerònim.

## Vegeu també

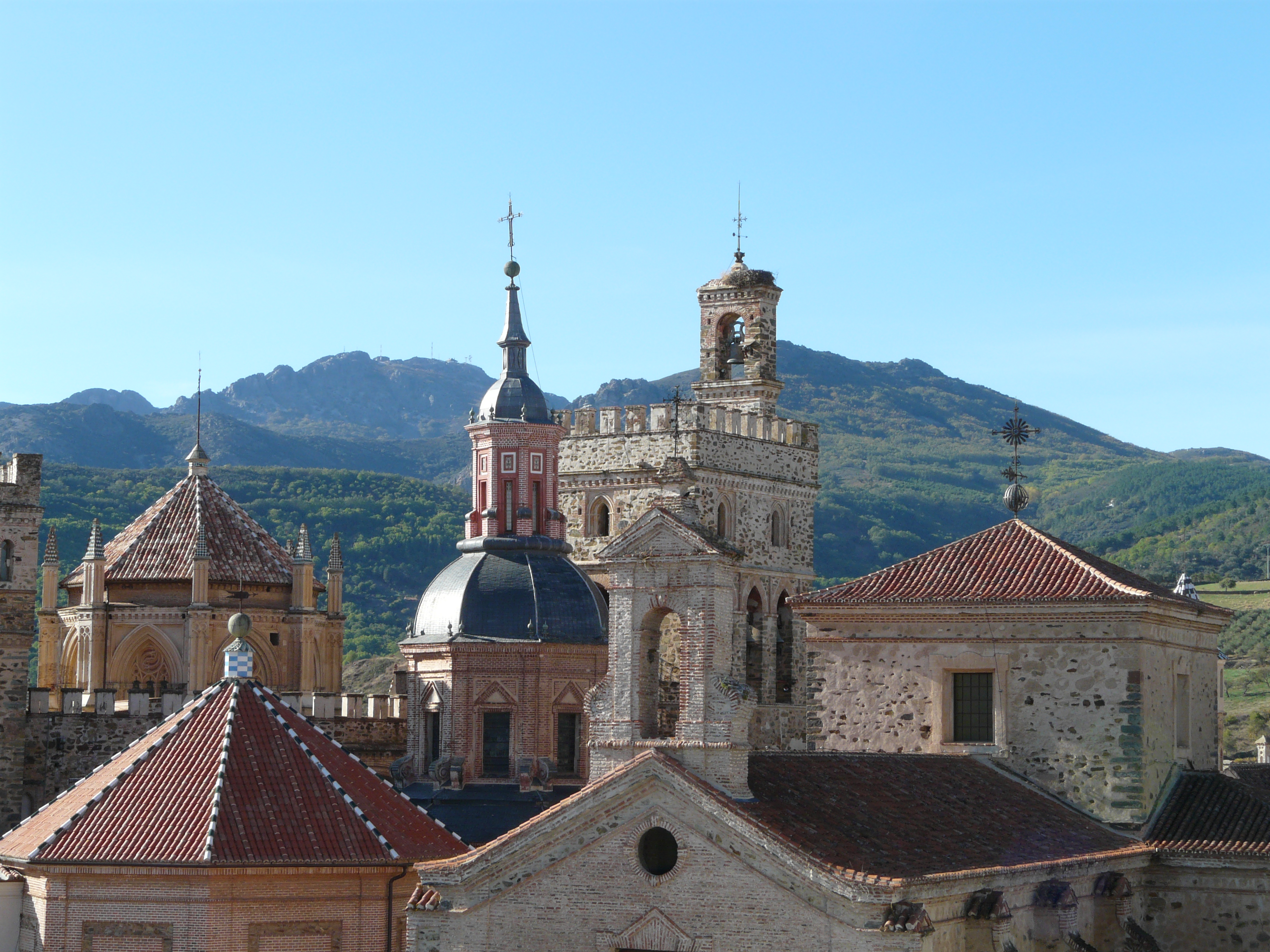
Monestir de Guadalupe
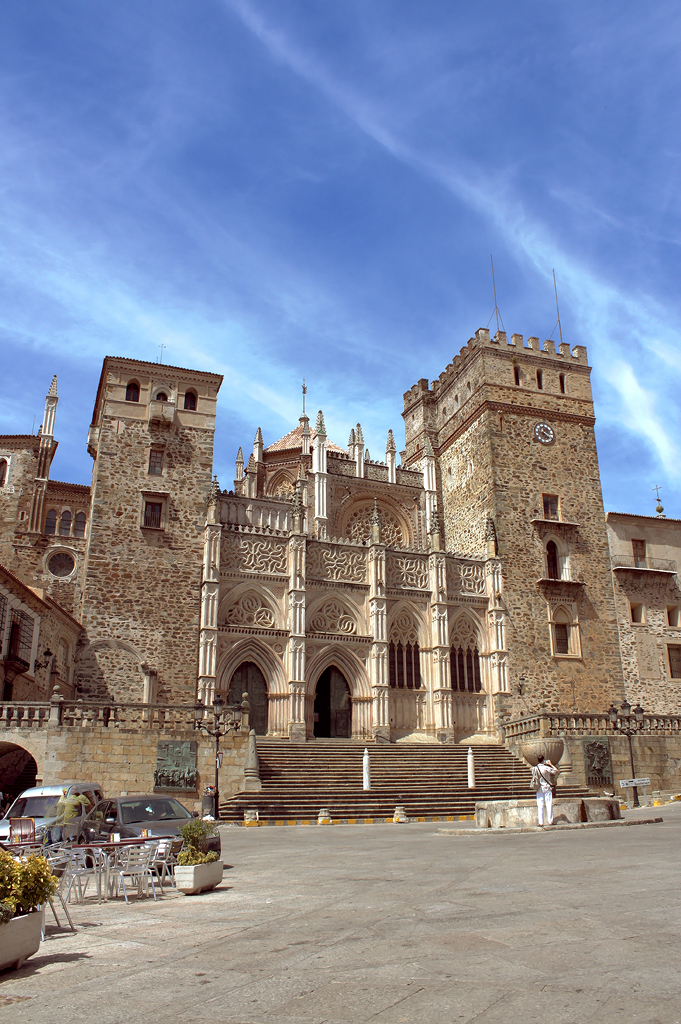
Façana de l'església
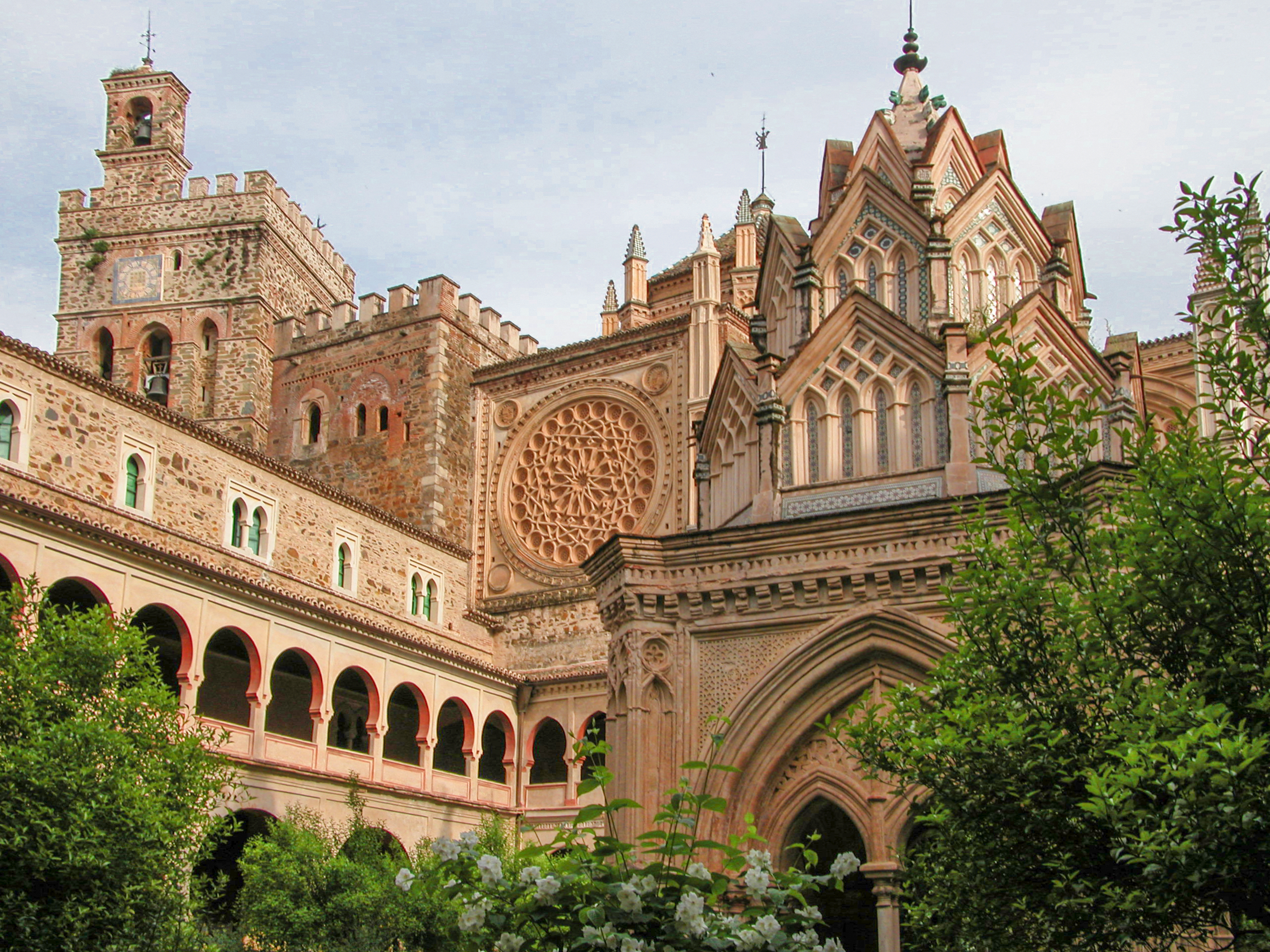
Claustre del monestir de Guadalupe
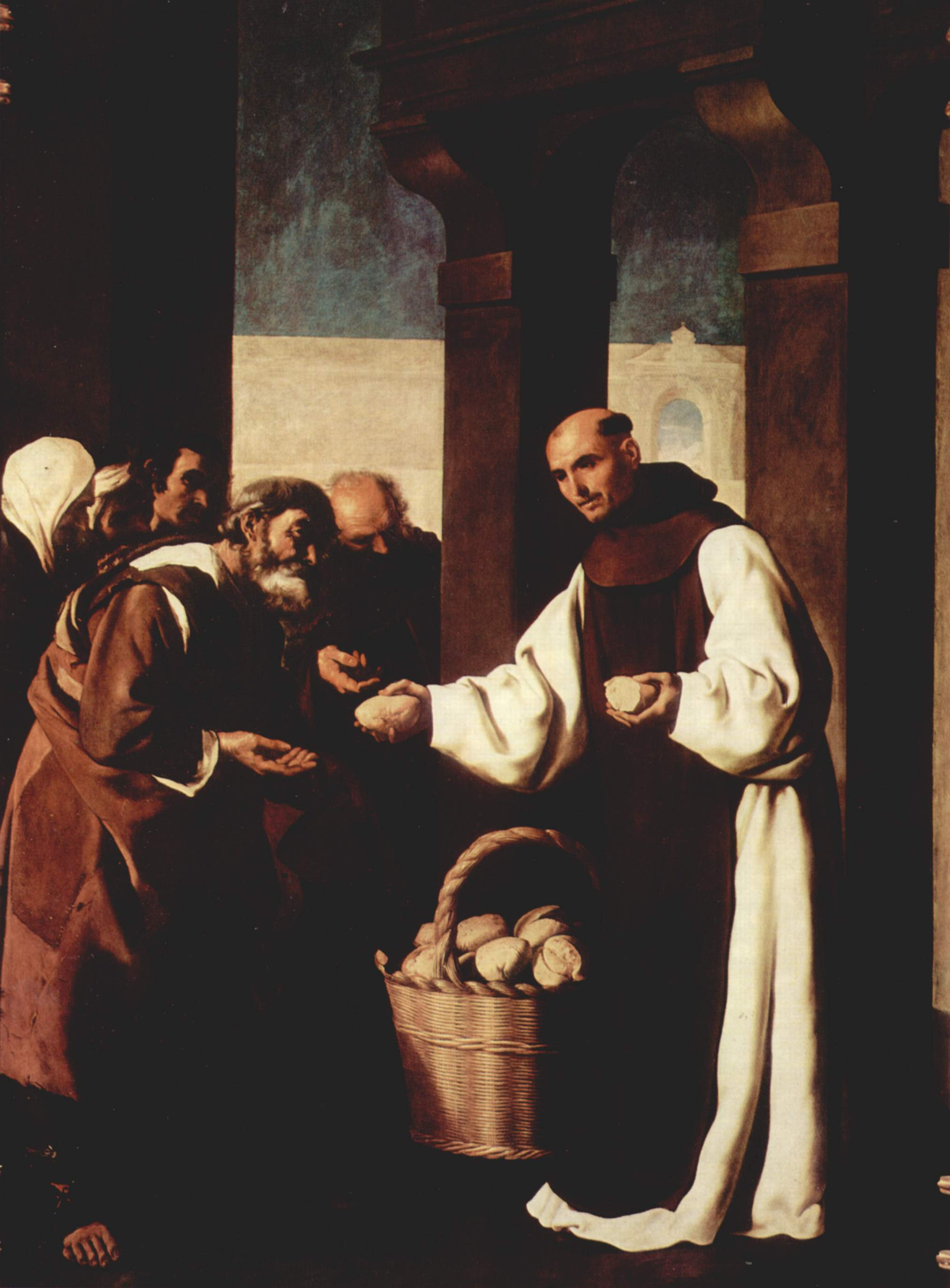
Pintura de Zurbarán a la sagristia, amb els monjos jerònims
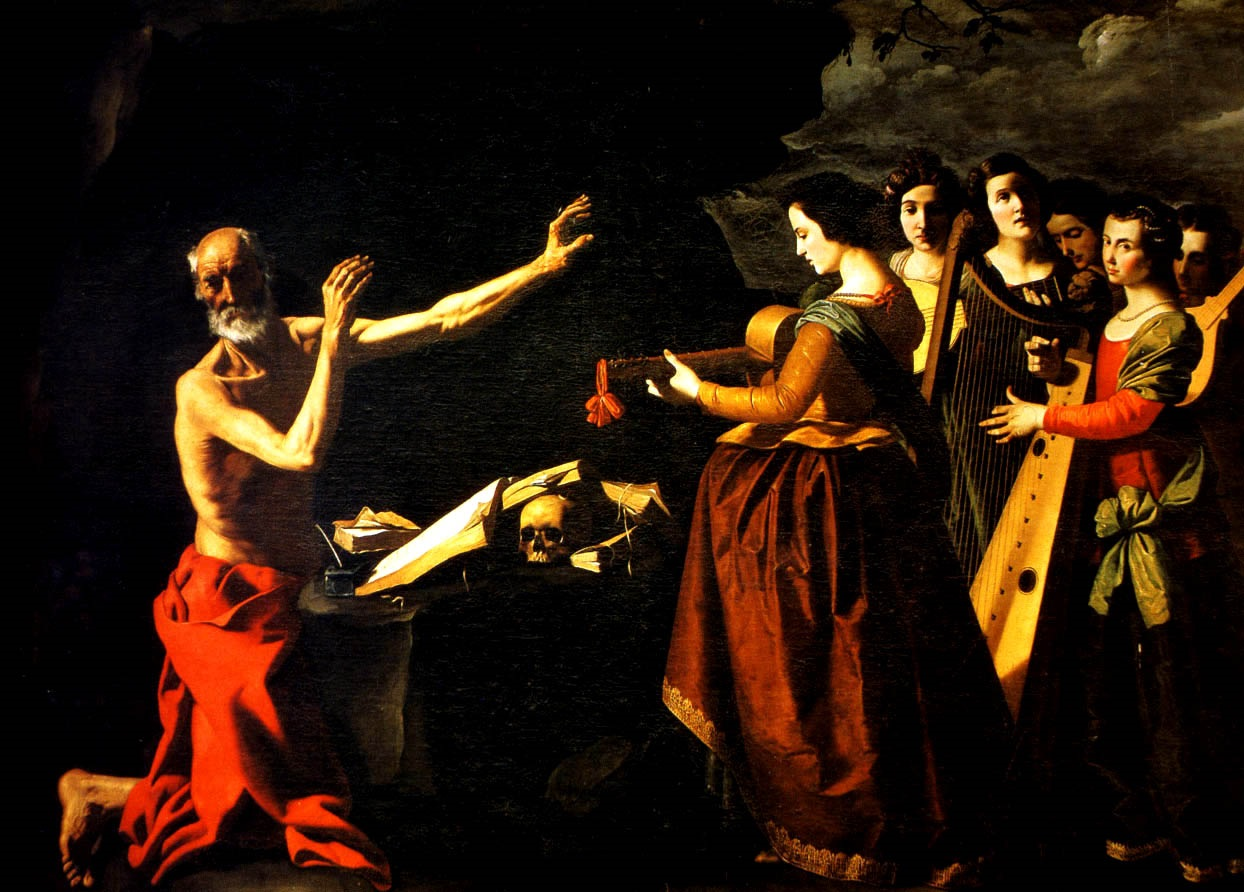
Las temptacions de Sant Jeroni, per Francisco de Zurbarán
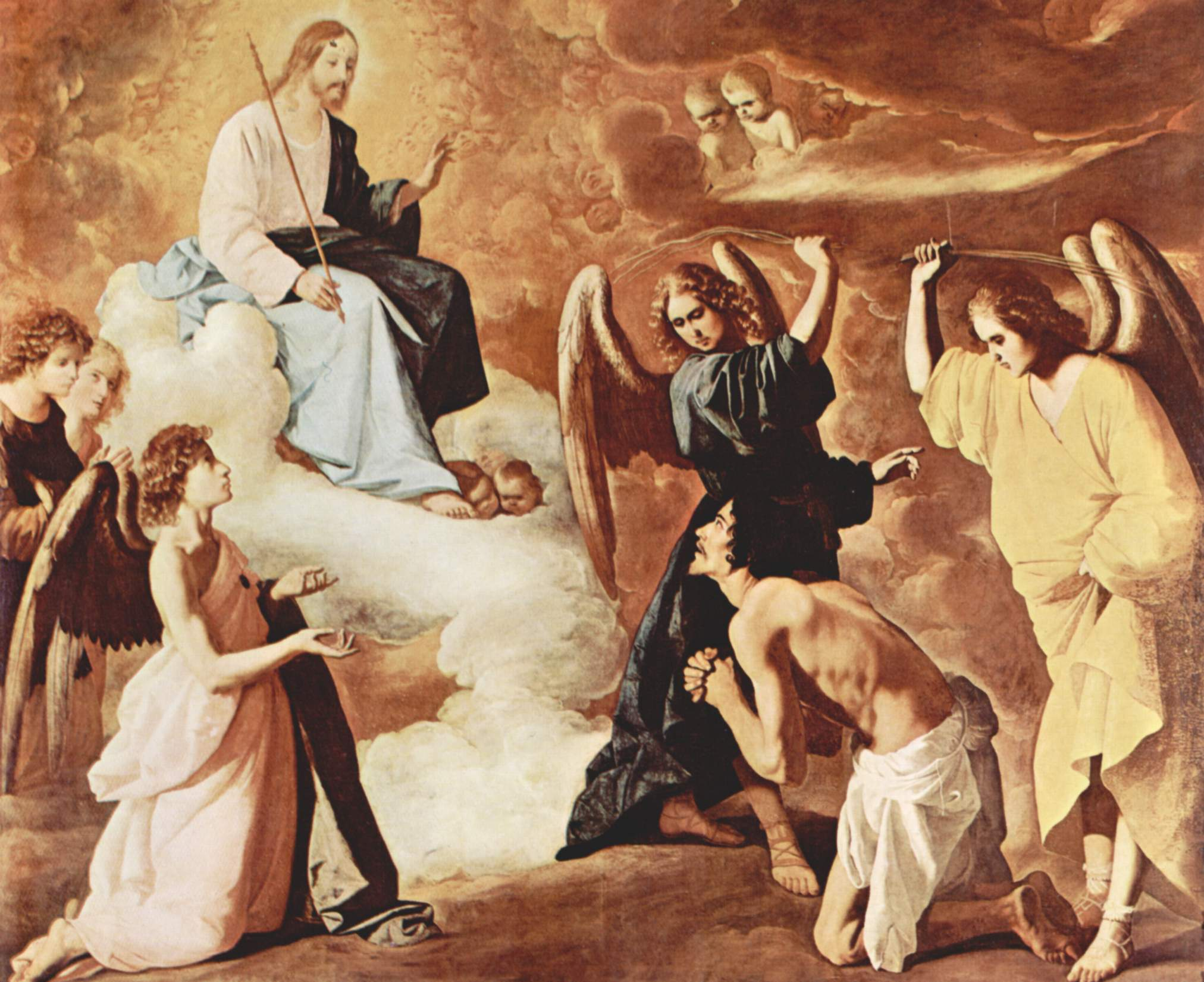
Els assots de Sant jeroni, per Francisco de Zurbarán
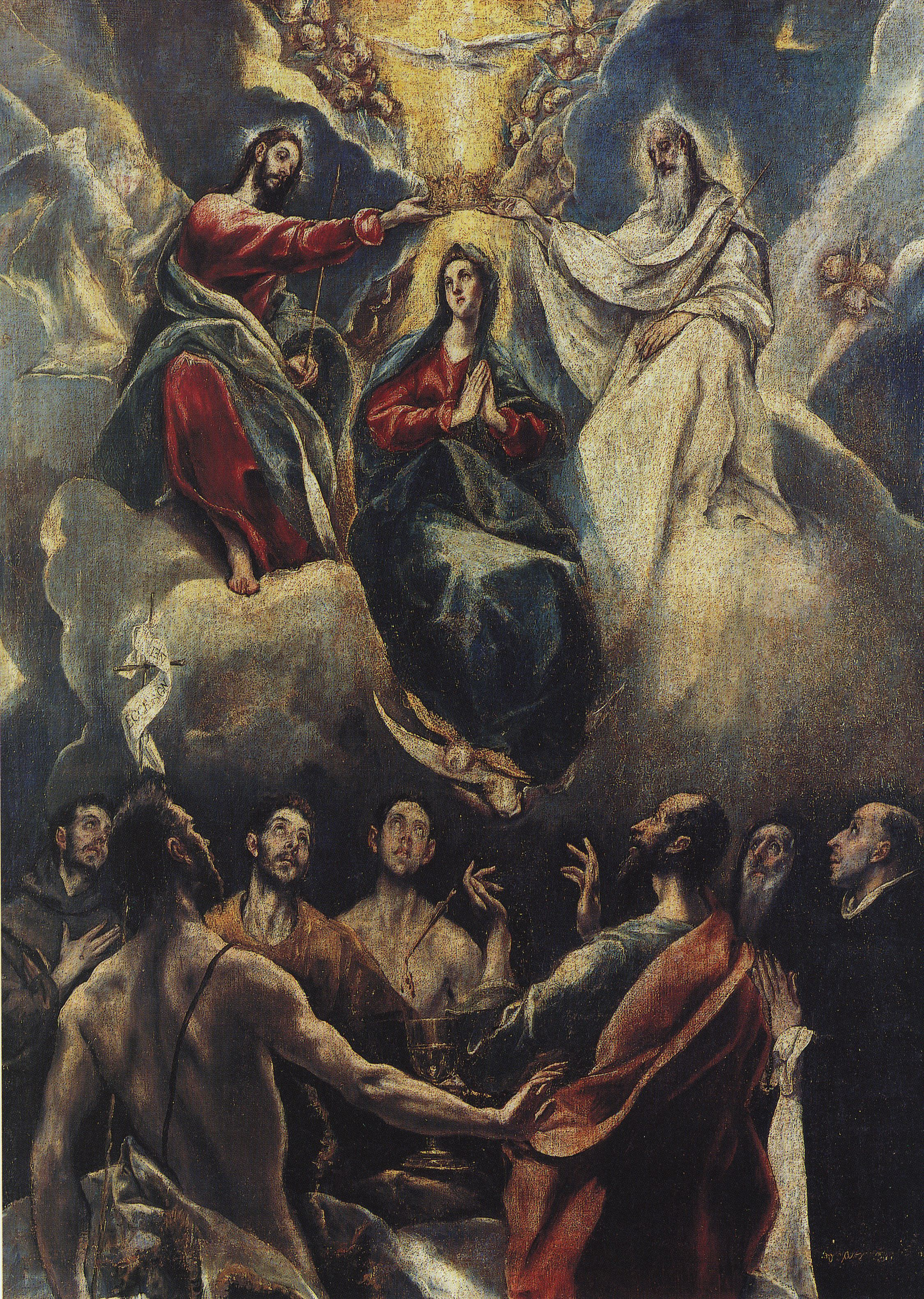
Coronació de la Verge, el Greco. 1591.
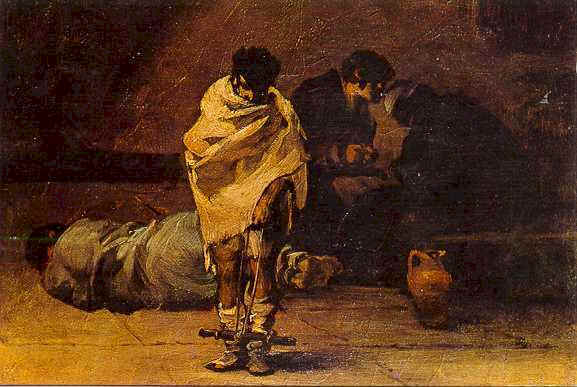
Confessió a la presó. Goya. 1808-1812.